# Dr.-Max-Näder-Gymnasium
Das Dr.-Max-Näder-Gymnasium Königsee ist ein staatliches Gymnasium in Königsee, Thüringen. Es ist dreizügig und ist des Weiteren mitarbeitende UNESCO-Projektschule und Umweltschule in Europa.

## Geschichte
Vor dem Bau des Gymnasiums in Königsee mussten täglich etwa 500 Schüler in das Gymnasium Bad Blankenburg befördert werden. Der tägliche Transport stellte das schwach entwickelte Netz öffentlicher Verkehrsmittel vor unlösbare Aufgaben. Im Mai 1991 wurde Königsee laut Schulnetzplanung als Standort für eine Grundschule, Regelschule und ein Gymnasium bestätigt.
Mit dem Schuljahr 1991/1992 begann man mit dem schrittweisen Aufbau einer gymnasialen Stufe in Königsee, zuerst mit den Klassenstufen 5 bis 7. Die starke Zunahme an Schülern machte den Neubau eines Gymnasiums erforderlich, da die Königseer Regelschule, die damals das Gymnasium beherbergte, zu klein wurde. Geplant wurde ein dreizügiges Gymnasium mit etwa 600 Schülern, ungefähr 24 Klassen und einem Einzugsbereich, der den gesamten westlichen und südwestlichen Teil des Landkreises Saalfeld-Rudolstadt abdeckt. Man erhoffte sich einen Baustart im Frühjahr 1993. Um die Raumnot bis zur Fertigstellung des Neubaus zu überbrücken, wurden 1992 auf dem Gelände der Königseer Regelschule mobile Raumzellen mit elf Klassenräumen und einem Lehrerzimmer aufgestellt. Im Juni 1993 stimmte der Kreistag dem Bau des Gymnasiums zu, aber finanzielle Probleme verzögerten den Bau.
Im Dezember 1993 erfolgte der Spatenstich durch Landrat Thomas, im März 1994 wurde die Grundsteinlegung vollzogen.
Auf Grund weiter ansteigender Schülerzahlen reichten im Schuljahr 1994/1995 die mobilen Klassenräume nicht mehr aus. Deshalb wurde eine Nutzung der Räume der ehemaligen Kinderkrippe vereinbart.
Am 29. Mai 1995 konnte das Richtfest für den Neubau gefeiert werden. Bauliche und ausstattungsmäßige Fragen bestimmten nun den Schulalltag. Mit dem Schuljahr 1996/1997 wurde in das neue Gebäude eingezogen, etwa 600 Schüler aus 40 Orten des Einzugsgebietes wurden in 18 Klassen und 8 Stammkursen unterrichtet.
Die Namensgebung erfolgte am 22. Januar 1997. Der Namensgeber der Schule, Max Näder (1915–2009), spielte eine wichtige Rolle beim Aufbau des Herstellers von Orthopädieprodukten, der heutigen Firma Otto Bock HealthCare GmbH, die bis 1946 in Königsee ihren Firmenhauptsitz hatte.
Durch seine sehr gute Ausstattung und den kürzeren Anfahrtsweg kamen in den letzten Jahren auch immer mehr Schüler aus den Orten Gehren, Herschdorf und Großbreitenbach im Ilm-Kreis an das Gymnasium in Königsee. In Ilmenau gibt es derzeit noch zwei Gymnasien, jedoch wurde vom Kultusministerium festgesetzt, dass, wenn mehr als 125 Schüler aus dem Ilm-Kreis auf das Nädergymnasium gehen, die beiden Ilmenauer Gymnasien zusammengelegt werden müssten. Dies ist jedoch dort heftig umstritten. Einige sehen darin nur einen Vorwand der Landesregierung, eines der Ilmenauer Gymnasien schließen zu können.

## Partner des Gymnasiums
Partnerschaften bestehen mit dem Geschwister-Scholl-Gymnasium in Pulheim (Deutschland), dem Gymnasium Joliot-Curie in Hirson (Frankreich) und dem Gymnasium Srobarova in Košice (Slowakei).
Das Gymnasium hat Partnerorganisationen bei der Sycor GmbH in Göttingen, beim Anna-Luisen-Stift (Bad Blankenburg), bei der Firma Otto Bock und bei Vereinen der Stadt Königsee und arbeitet mit Universitäten und Hoch- bzw. Fachschulen der Region (Jena, Ilmenau) zusammen.

## Ausstattung und Arbeitsgemeinschaften
Als Umweltschule in Europa besitzt das Gymnasium eine Wetterstation, einen modernen Busbahnhof vor der Schule, einen Kräutergarten, ein Feuchtbiotop, eine Schul- und Stadtbibliothek im Haus, vier Computerkabinette mit 100 Computern und eine Photovoltaikanlage mit einer Leistung von 1,1 kW.
Neben den an einer Schule üblichen Arbeitsgemeinschaften gibt es einen Gospelchor, den Schulfunk sowie einen Wetterdienst, der auch in den Infokanal des Kabelfernsehens von Königsee eingebunden ist.

## Unterrichtsangebote
Das Gymnasium ist eine der Versuchsschulen, bei denen zwei Fremdsprachen ab der Klassenstufe 5 gelehrt werden, mit der ersten Fremdsprache Englisch und den zweiten Fremdsprachen Französisch, Russisch oder Latein.
Leistungskurse werden in den Fächern Deutsch, Mathematik, Biologie, Geschichte, Englisch, Physik, Chemie und Geographie angeboten.